# Regniowez
Regniowez – miejscowość i gmina we Francji, w regionie Grand Est, w departamencie Ardeny.
Według danych na rok 1990 gminę zamieszkiwało 366 osób, a gęstość zaludnienia wynosiła 20 osób/km².

## Bibliografia

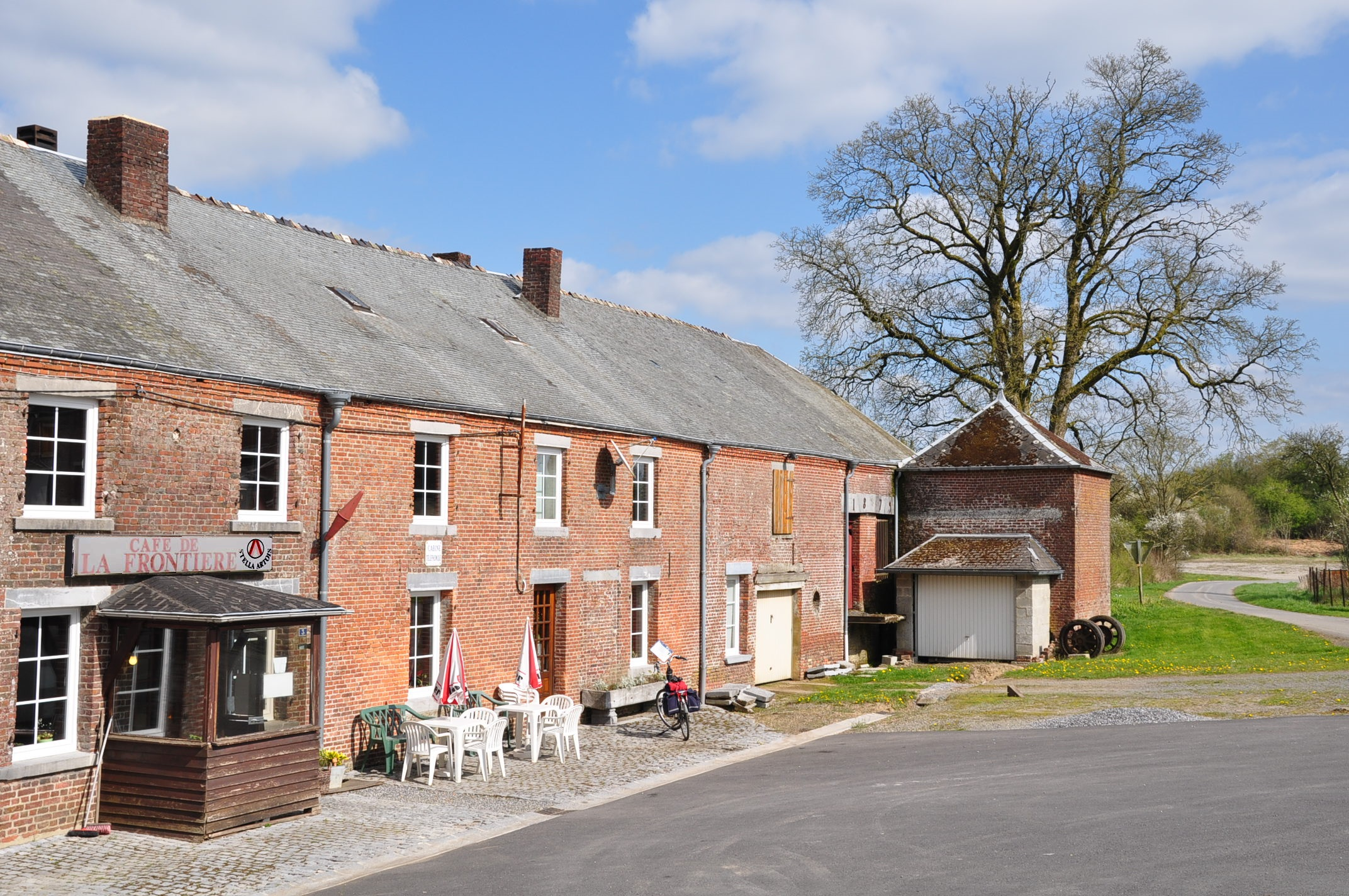
Kawa Frontier